# Fanny Davies
 (mars 2025).
Si vous disposez d'ouvrages ou d'articles de référence ou si vous connaissez des sites web de qualité traitant du thème abordé ici, merci de compléter l'article en donnant les références utiles à sa vérifiabilité et en les liant à la section « Notes et références ».
 (mars 2025).
Fanny Davies (27 juin 1861 - 1 septembre 1934) était une pianiste britannique particulièrement appréciée pour ses interprétations de Beethoven, Schumann, Brahms ainsi que des écoles anciennes, mais fut également l'une des premières à Londres à interpréter les œuvres de Debussy et Scriabin. En Angleterre, elle était considérée comme la « successeure » d’Arabella Goddard, bien que son style et sa technique différaient considérablement de ceux de Goddard.

## Biographie
Fanny Davies est née à Guernsey. Ses premières performances publiques ont eu lieu à Birmingham à l'âge de six ans. Elle étudiait en privé à Birmingham, puis au Conservatoire de Leipzig sous la direction de Carl Reinecke et Oscar Paul ; elle étudia ensuite auprès de Clara Schumann à Francfort. Sa carrière de concert commença avec les Saturday and Monday Popular Concerts en 1885 ; avec les concerts Philharmonic en 1886 ; à Berlin en 1887 ; au Gewandhaus de Leipzig en 1888 ; à Rome en 1889 ; lors du Festival Beethoven à Bonn en 1893 ; avec l'Orchestre Philharmonique de Vienne en 1895 ; à Milan en 1895 et 1904 ; à Paris en 1902, 1904 et 1905 ; aux Pays-Bas en 1920 et 1921 ; à Prague en 1920 et 1922 ; et en Espagne en 1923. Elle fut régulièrement sollicitée par la Royal Philharmonic Society, effectuant sa dernière apparition dans son programme le 15 novembre 1915 sous la direction de Thomas Beecham dans le Concerto en sol majeur, K. 453 de Mozart. Elle avait déjà interprété un concerto de Mozart lors des débuts londoniens de Beecham au Wigmore Hall (anciennement Bechstein Hall) le 5 juin 1905.
Son travail sur les grandes œuvres de concert fut apprécié par beaucoup pour sa projection lyrique, sa chaleur, la clarté de ses lignes intérieures et son autorité musicale. George Bernard Shaw n'était pas un grand admirateur et la décrivit en 1891 comme une « jeune femme effrénée ». En mai 1892, après une interprétation de la Choral Fantasia de Beethoven, il écrivit : « Pour ceux qui ne peuvent comprendre comment quelqu'un pourrait jouer ne serait-ce qu'une note de cette mélodie sans émotion, sa manière spontanée, affable et quelque peu désinvolte de l'interpréter était une merveille. » Mais un an plus tard, lors de sa prestation au Crystal Palace du Concerto en fa mineur de Chopin, Shaw se montra plus favorable en déclarant que c'était « la plus grande réussite d'interprétation et d'exécution que j'aie jamais entendue de sa part. »
Son enregistrement, autrefois populaire, du Concerto pour piano et orchestre en la mineur de Schumann dans les années 1920 représente une tradition directe issue du compositeur. Harold C. Schonberg observait, « derrière son jeu net, contrôlé et de bon goût, on pouvait voir le spectre de Clara ». Pourtant, malgré un son d'enregistrement vieillot, la performance n'est pas dénuée de feu et de drame.
Fanny Davies était également admirée en musique de chambre, jouant souvent en trio avec Joseph Joachim. En 1892 (les 28 mars, 2–4 avril), elle apparut avec Richard Mühlfeld et Alfredo Piatti lors des premières représentations à Londres du Trio clarinettes en la mineur, Op. 114 de Brahms, alors que le Quatuor Joachim avec Mühlfeld jouait également le Quintette pour clarinette en si mineur, Op. 115 de Brahms. Elle donna également la première représentation à Londres de la Sonate pour violon en ré mineur de Brahms, également avec Joachim. Dans son accompagnement de Joachim lors des Danses hongroises de Brahms (avril 1892), Shaw fit référence à ses « manières et astuces curieuses qui évoquent souvent davantage le gardien de guichet que le pianiste. » Elle fut la partenaire de récitals de lieder donnés entre 1894 et 1896 par le baryton David Bispham, interprétant Schumann et Brahms (y compris les Liebeslieder, Op. 112) ; et accompagna également dans des lieder de Brahms Gervase Elwes et Marie Brema lors de leur tournée allemande en 1908.
À l'instar de Leonard Borwick (un autre élève de Clara Schumann et accompagnateur dans les lieder de Harry Plunket Greene), elle « incarnait de manière remarquable les qualités uniques de l'école romantique dont... Clara Schumann fut indéniablement l'exposante la plus spontanée et accomplie. Le succès de ces deux artistes natifs devait encourager fortement les jeunes talents tant en Angleterre qu'en Europe. Il contribua également à créer, parmi le grand public des amateurs, un goût pour un jeu pianistique plus chaleureux que celui auquel ils étaient habitués », écrivait Herman Klein vers 1891. Davies publia également des articles musicologiques (par exemple sur la musique de Schumann, dans Musical Times en août 1911, et sur l'interprétation et les tempi propres à Brahms dans le Trio en ut mineur, Op. 101, dans le Cyclopedic Survey of Chamber Music de Cobbett) et donna des conférences musicales. Un article à son sujet apparut dans le Musical Times en juin 1905.
Fanny Davies fut la première personne à donner un récital de piano à Westminster Abbey. Elle donna également la première représentation publique de lConcert Allegro, Op. 46 d'Edward Elgar en 1901. La pièce fut écrite uniquement après de nombreuses demandes de sa part pour une nouvelle composition, et lui fut dédiée. Toutefois, sa prestation reçut des critiques plutôt négatives, ce qui aurait même pu pousser Elgar à réviser l'œuvre, révision qu'il n'acheva jamais (la partition ayant été perdue de 1906 jusqu'en 1968).
Davies est décédée, à l'âge de 73 ans, à Londres, Angleterre.

## Enregistrements
- Schumann : Kinderscenen. Columbia Records C-L2321/2, 2× disques 12", 4 faces.
- Schumann : Davidsbündlertänze, Op. 6, omettant les numéros 3, 7, 15 et 16. Columbia Records C-67797/9D (Alb CM-142), 3× disques 12", 6 faces.
- Schumann : Concerto pour piano et orchestre en la mineur, Op. 54, avec la Royal Philharmonic Orchestra dirigée par Ernest Ansermet. Columbia Records, C-67580/3 (dans Alb CM-114) ou C-9616/9, en Darrell mais supprimé vers 1936[2].
- Le 28 mars 1909, Fanny Davies enregistra 14 piano rolls à Londres pour Welte-Mignon[3].